# Rhins of Galloway
Rhins of Galloway (także The Rhins) – półwysep w południowo-zachodniej Szkocji, w hrabstwie Dumfries and Galloway (historycznie w Wigtownshire). Półwysep o podłużnym kształcie rozciąga się południkowo na długości około 45 km, od przylądków Milleur Point i Corsewall Point na północy do Mull of Galloway na południu. Otoczony od zachodu przez Kanał Północny, od północnego wschodu przez zatokę Loch Ryan, a od południowego wschodu – zatokę Luce. Środkowa część półwyspu połączona jest przesmykiem ze stałym lądem (wyspą Wielka Brytania).
Główne miejscowości to Stranraer i Portpatrick. Lokalna gospodarka opiera się na rybołówstwie, rolnictwie i turystyce. Bliskość Irlandii sprawiła, że w przeszłości przebiegał tędy ważny szlak transportowy łączący obie wyspy.